# Motopark Academy
Motopark Academy (bekend als Lotus tussen 2012 en 2014) is een autosportteam uit Oschersleben, Duitsland, gevestigd naast de Motorsport Arena Oschersleben.

## Geschiedenis
In 1999 begon Motopark deel te nemen aan de Duitse Formel König, waarin het in 2000 met Bernhard Auinger kampioen werd. Hierna stapte het team over naar de Duitse Formule Renault 2.0, waarin het met Scott Speed vier races en het kampioenschap won. Ook debuteerde het team in de Eurocup Formule Renault 2.0 waarin Speed met acht overwinningen kampioen werd.
In 2006 werd de Duitse Formule Renault 2.0 vervangen door de Formule Renault 2.0 NEC. Motopark scoorde hierin opnieuw een dubbel kampioenschap met de Eurocup door met Filipe Albuquerque in beide kampioenschappen vier races te winnen en beide titels te behalen. In de volgende jaren bleef het team de NEC domineren, met achtereenvolgens kampioenschappen met Frank Kechele, Valtteri Bottas en António Félix da Costa, terwijl Bottas in zijn kampioenschapsjaar ook de Eurocup wist te winnen.
In 2009 maakte Motopark tevens haar Formule 3-debuut in de Formule 3 Euroseries. Hierin kende het meer tegenstand, al wisten zij met parttime coureur Renger van der Zande wel een race te winnen. In 2010 debuteerde het team ook in het Duitse Formule 3-kampioenschap. In twee jaar wist het team met onder anderen Kevin Magnussen en Jimmy Eriksson enkele races te winnen in de kampioenschappen, maar behaalde het geen kampioenschappen.
Vanaf 2012 behaalde Motopark drie kampioenschappen op een rij in de Duitse Formule 3 met Eriksson, Marvin Kirchhöfer en Markus Pommer, waarna het kampioenschap ophield te bestaan. In 2012 debuteerde het ook in de ADAC Formel Masters, waarin het met Kirchhöfer direct kampioen werd. Na twee minder succesvolle jaren, waarin het desondanks toch een aantal races wist te winnen, hield ook dit kampioenschap op te bestaan.
In 2013 werd Motopark aangesteld door Russian Time om de auto's van het nieuwe team te leveren in de GP2 Series. Sam Bird en Tom Dillmann werden aangesteld als coureurs. Bird won vijf races en werd achter Fabio Leimer tweede in het kampioenschap, terwijl Dillmann twee keer op het podium stond. In 2014 zou het team tevens haar debuut maken in de GP3 Series, maar door het overlijden van Russian Time-eigenaar Igor Mazepa ging dit niet door. Ook leverde Motopark in 2014 de auto's van het GP2-team niet meer, dit werd overgenomen door iSport International.
In 2015 keerde Motopark terug naar de Formule 3 Euroseries, dat inmiddels was vervangen door het Europees Formule 3-kampioenschap, en wist met Markus Pommer direct een race te winnen. Ook neemt het deel aan het ADAC Formule 4-kampioenschap, de opvolger van de ADAC Formel Masters, en won met Joel Eriksson zeven races en eindigde achter Marvin Dienst als tweede in de eindstand.